# Sophora tetraptera
Espèce
Sophora tetraptera, le sophora à quatre ailes, est une espèce de plantes à fleurs dicotylédones de la famille des Fabaceae. C'est un arbre ou arbuste originaire de Nouvelle-Zélande.
Localement l'espèce est appelée kōwhai, terme qui désigne également d'autres espèces du genre Sophora.
Le sophora à quatre ailes est un petit arbre à fleurs jaunes, endémique de l'île Nord de Nouvelle-Zélande.
Il est parfois cultivé comme plante ornementale.
C'est une plante toxique dans toutes ses parties, et particulièrement les graines, qui contiennent de la cytosine.

## Description

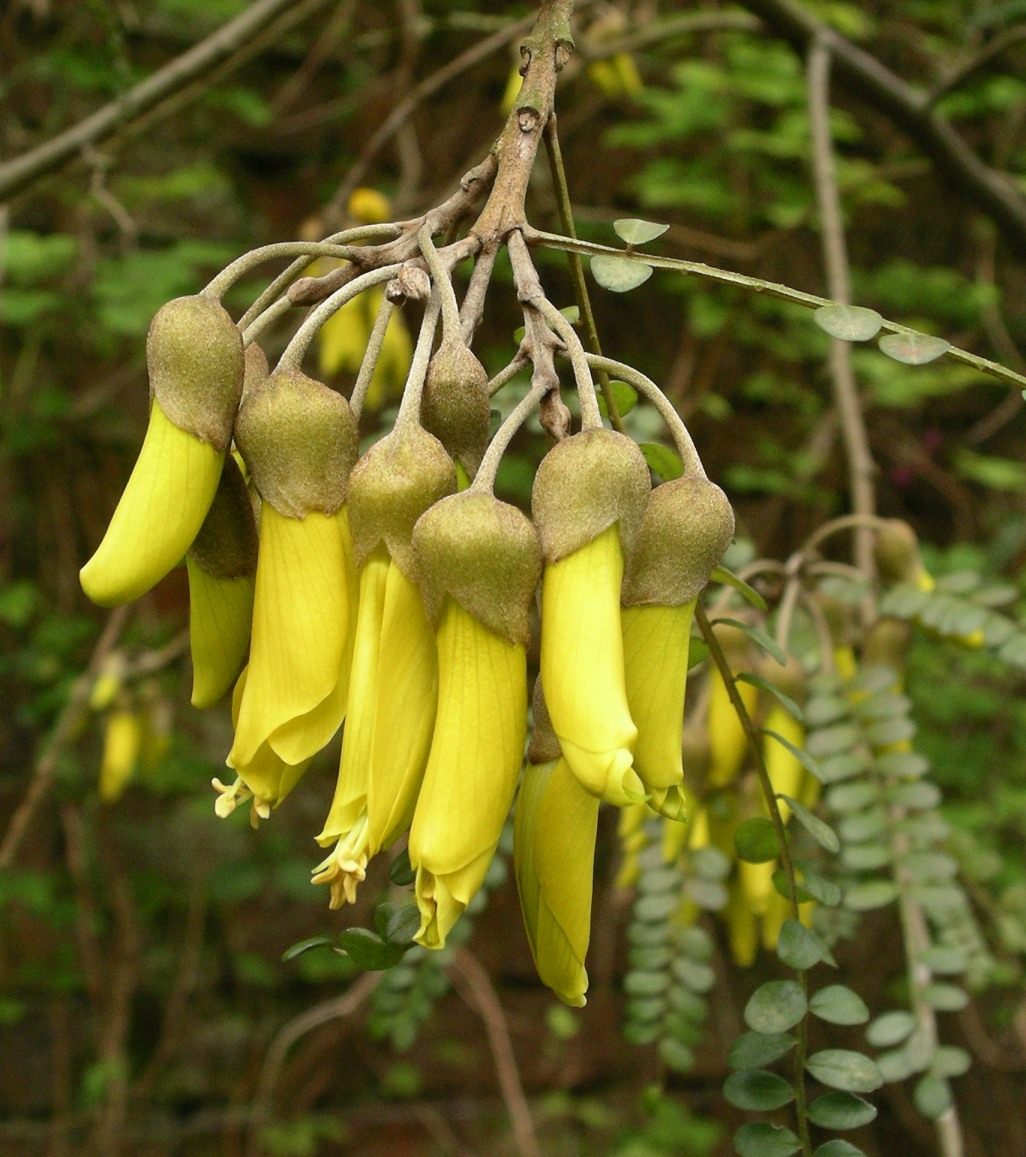
Fleurs.

Sophora tetraptera est un arbre ou arbuste à feuilles caduques, aux branches étalées, pouvant atteindre 12 m de haut.
Le tronc peut atteindre 60 cm de diamètre.
Les feuilles alternes, composées imparipennées peuvent dépasser 15 cm de long et comptent de 10 à 20 paires de folioles ovales à elliptiques-oblongues, portant sur les deux faces des poils soyeux appliqués. La nervure centrale est très apparente à la face inférieure.
L'inflorescence est une grappe composée de 4 à 10 fleurs.
Les fleurs, de 5 cm de long environ, ont une corolle papilionacée, de couleur jaune d'or.
Les fruits sont des gousses pouvant atteindre 20 cm de long et contenant 6 graines ou plus. Celles-ci, de couleur jaunâtre font 7 mm de long environ.

## Distribution et habitat
Sophora tetraptera est une espèce endémique de Nouvelle-Zélande, connue à l'état naturel seulement dans la  partie orientale de l'île du Nord. Son aire originelle s'étend de l'est du cap situé au sud de la région de Wairarapa vers l'ouest jusqu'aux environs de Taihape, du lac Taupo et le long du fleuve Waikato jusqu'au lac Karapiro.
Toutefois, elle a été largement plantée en dehors de cette zone et s'est souvent naturalisée.
C'est une espèce commune dans les habitats boisés du littoral et le long des rivières et sur les rives des lacs, associée à des broussailles et des bois. Bien qu'elle soit principalement une espèce de plaine, elle se rencontre aussi dans les forêts riveraines en montagne.